# 光荣特库摩
光荣特库摩控股株式会社是2009年4月1日成立的日本控股公司，由前身的光榮和特库摩合并而来。旗下的子公司光荣特库摩游戏於2010年設立，用以承擔集團中電玩遊戲的开发與行銷業務。

## 沿革
- 2009年4月1日，光荣与特库摩合併成立光荣特库摩控股。
- 2010年4月1日，光荣特库摩控股設立新的子公司光荣特库摩游戏，該公司主要擔綱集團中電玩遊戲的开发與行銷業務。

- 2011年12月7日，光荣特库摩控股宣布將Gust納為子公司[3]，12月13日Gust成為光荣特库摩控股的全資子公司[4]。
- 2014年7月1日，光荣特库摩英文名从Tecmo Koei变更为Koei Tecmo。
- 2014年7月28日，子公司光荣特库摩游戏宣布将合并Gust公司[5]。10月1日Gust公司解散，併入光榮特庫摩遊戲。
- 2025年2月10日，宣布同年六月起將由鯉沼久史接任「社長取締役CEO」，原社長襟川陽一改任會長、原會長襟川惠子改任榮譽會長，並且成立新公司「光榮特庫摩財務管理」管理集團有價證券業務，並由襟川惠子擔任社長[6]

## 集团公司
- 光榮特庫摩遊戲
  - KOEI TECMO Quality Assurance Co., Ltd.
  - 北京光荣特库摩软件有限公司（中国北京）
  - 天津光荣特库摩软件有限公司（中国天津）
  - KOEI TECMO SINGAPORE Pte. Ltd. (新加坡)
  - KOEI TECMO SOFTWARE VIETNAM Co., Ltd. (越南)
- KOEI TECMO AMERICA Corporation (美國)
- KOEI TECMO EUROPE LIMITED (英國)
- 臺灣光榮特庫摩股份有限公司（臺灣）
- KOEI TECMO Wave Co., Ltd.
- KOEI TECMO Net Co., Ltd.
- KOEI TECMO Capital
- KOEI TECMO Music
- KOEI TECMO リブ
- KOEI TECMO アド

## 外部連結
- 官方网站（日語）
- GameCity官網：日本、台灣、美國、歐洲、中國大陆
- YouTube上的日本 Koei Tecmo頻道
- YouTube上的台灣 Koei Tecmo頻道
- YouTube上的美國 Koei Tecmo頻道
- YouTube上的歐洲 Koei Tecmo頻道
- 台灣公司資料 （页面存档备份，存于）（繁體中文）